# Dampia
Dampia is een geslacht van neteldieren uit de klasse van de Anthozoa (bloemdieren).

## Soort
- Dampia pocilloporaeformis Alderslade, 1983